# Ernesto Pérez
Ernesto Pérez Lobo (ur. 5 września 1970 w Madrycie) – hiszpański judoka.
Na Igrzyskach Olimpijskich w Atlancie w 1996 zdobył srebrny medal w wadze ciężkiej. Startował ponadto na olimpiadzie w Barcelonie (1992) i w Sydney (2000). Do jego osiągnięć należą także dwa medale mistrzostw Europy: srebrny (1999) i brązowy (2000). Ma w swoim dorobku również dwa medale igrzysk śródziemnomorskich: srebrny (1993) oraz brązowy (1997). Siedmiokrotnie był mistrzem Hiszpanii (1991, 1992, 1993, 1995, 1997, 2001, 2002).